# Archives de la Radio suisse romande
Les archives de la Radio suisse romande sont les archives de la Radio suisse romande (RSR), conservées à Lausanne, dans le canton de Vaud, en Suisse.

## Histoire
Les premières archives radiophoniques de Suisse romande datent des années 1930, lorsque des émissions furent enregistrées sur des disques 78 tours par Radio-Lausanne et Radio-Genève. Ces archives furent regroupées avec celles de la Radio suisse romande. Au cours du temps, les médias évoluèrent, passant de la bande magnétique des années 1960 au CD-R qui s'est progressivement imposé au début des années 2000. Afin de pouvoir gérer ses archives, la RSR a développé, en collaboration avec l'École polytechnique fédérale de Lausanne, un système baptisé SIRANAU « Système Intégré Radiophonique d'Archivage Numérique AUdio ».
Les archives de la RSR sont inscrites comme bien culturel suisse d'importance nationale. Elles sont progressivement mises à disposition du public, tout d'abord avec un accès réservé aux chercheurs et aux institutions qui est progressivement ouvert au grand public, en particulier dans le cadre des travaux menés par la Fondation pour la sauvegarde du patrimoine audiovisuel de la radio télévision suisse. Des postes d'écoute des archives radiophoniques sont disponibles dans certaines bibliothèques publiques, telle que la bibliothèque cantonale et universitaire de Fribourg.

## Collections
Les archives de la RSR contiennent principalement des enregistrements audio d'émissions produites par la radio, mais également un important catalogue de disques commerciaux.
Parmi les différentes collections, on trouve en particulier une archive des patois de la Suisse romande, produit d'une émission diffusée entre 1952 à 1992. Un projet de mise en valeur de ce fonds a été mené en partenariat avec Memoriav pour la numérisation des émissions, la Médiathèque Valais - Martigny pour le catalogage et la mise en ligne, le réseau des bibliothèques de Suisse occidentale RERO pour l'hébergement ainsi que l'association pour la présentation et la mise en valeur du patrimoine imprimé en Suisse romande.